# Shabana Khan
Pour les articles homonymes, voir Khan (homonymie).
Shabana Khan, née le 24 juin 1968, est une joueuse de squash représentant les États-Unis. Elle atteint, en janvier 2000, la 23e place mondiale sur le circuit international, son meilleur classement. Elle est championne des États-Unis en 2001 face à sa sœur Latasha Khan.

## Biographie
Elle est issue d'un famille de joueurs de squash avec son père Yusuf Khan, cousin du légendaire Jahangir Khan et 10 fois champion d'Inde, qui émigre aux États-Unis en 1968. Sa sœur Latasha Khan est également joueuse professionnelle de squash, championne des États-Unis à de multiples reprises.
Elle commence le squash à l'âge de 13 ans quand son père prend la gérance d'un club de squash. Un an plus tard, elle est championne nationale junior et conserve ce titre pendant quatre ans.
Depuis sa retraite sportive, elle organise des événements de squash avec sa société YSK Events, tous organisés à Bellevue comme le championnat du monde de squash masculin 2015 ou le tournoi Bellevue Squash Classic.

## Palmarès

### Titres
- Championnats des États-Unis : 2001